# Liste des gares des Deux-Sèvres

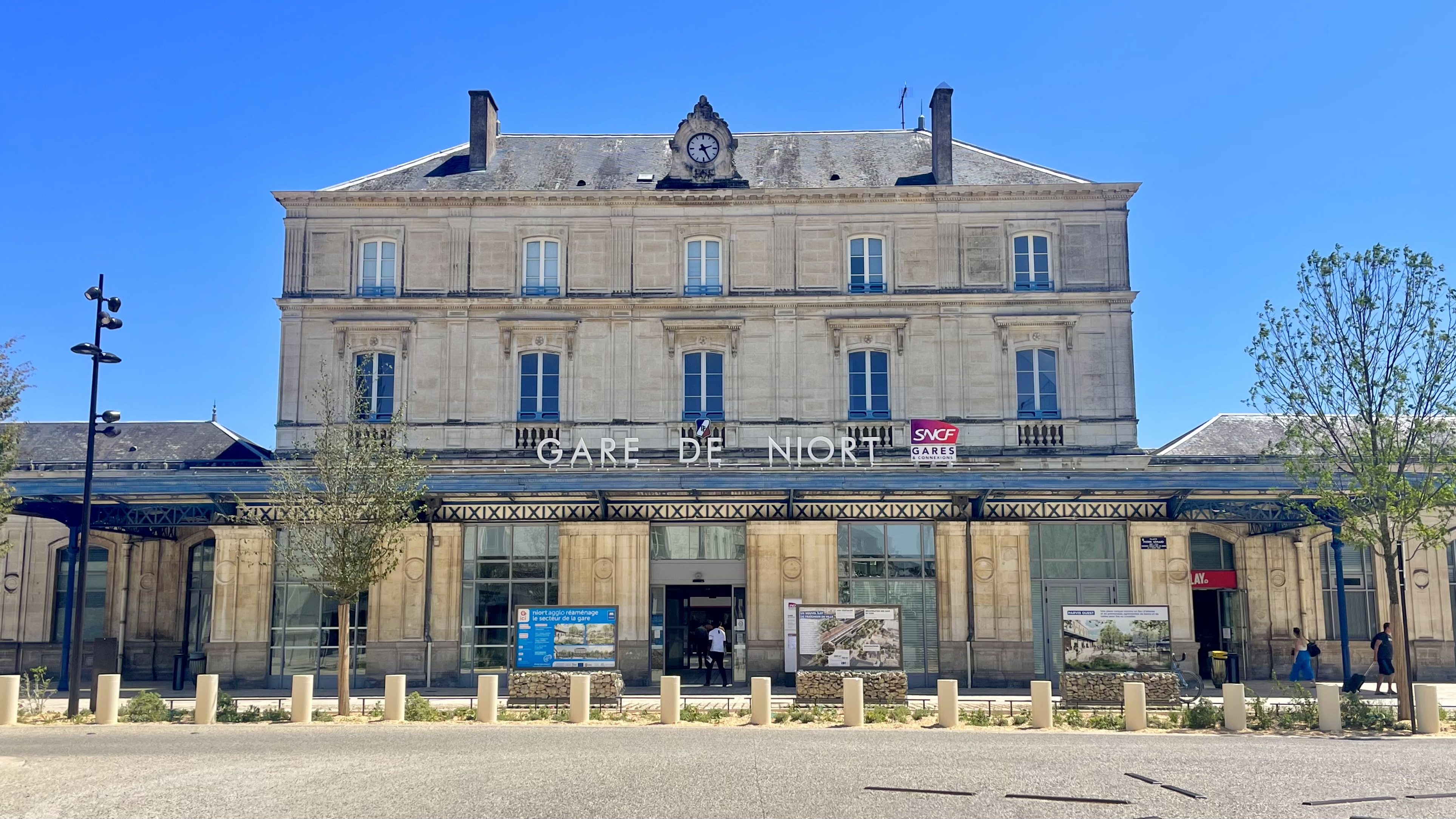
La gare de Niort

La liste des gares des Deux-Sèvres, est une liste des gares ferroviaires, haltes ou arrêts, situées dans le département des Deux-Sèvres, en région Nouvelle-Aquitaine.
Liste actuellement non exhaustive, les gares fermées sont en italique.

## Gares ferroviaires des lignes du réseau national

### Gares ouvertes au trafic voyageurs
- Gare de Beauvoir-sur-Niort
- Gare de Bressuire
- Gare de Cerizay
- Gare de La Crèche
- Gare de Fors
- Gare de Marigny (Deux-Sèvres)
- Gare de Mauzé
- Gare de La Mothe-Saint-Héray
- Gare de Niort
- Gare de Pamproux
- Gare de Prin-Deyrançon
- Gare de Prissé-la-Charrière
- Gare de Saint-Maixent
- Gare de Thouars

### Gares fermées au trafic voyageurs: situées sur une ligne en service
- Gare d'Aiffres
- Gare de Brion-près-Thouet
- Gare de Champdeniers - Saint-Christophe
- Gare de Cherveux
- Gare de Coulonges-Thouarsais
- Gare d'Épannes
- Gare de Mazières - Verruyes
- Gare de Parthenay
- Gare de Saint-Jean-de-Thouars
- Gare de Saint-Pardoux-en-Gâtine
- Gare de Saint-Varent

### Gares fermées au trafic voyageurs: situées sur une ligne fermée
- Gare d'Airvault-Gare
- Gare d'Airvault-Ville
- Gare de Gourgé
- Gare de Melle (France)
- Gare de Saint-Loup-Lamairé

## Voie étroite

### Gares fermées au trafic voyageurs situées sur une ligne fermée
Ces gares sont les anciennes haltes des réseaux métriques locaux (Chemins de fer départementaux de la Haute-Vienne, Tramways de la Corrèze, PO-Corrèze).

## Les lignes ferroviaires
- Ligne de Paris-Austerlitz à Bordeaux-Saint-Jean
- Ligne de Nantes-Orléans à Saintes
- Ligne de Saint-Benoît à La Rochelle-Ville
- Ligne de Chartres à Bordeaux-Saint-Jean
- Ligne des Sables-d'Olonne à Tours

## Les anciennes compagnies ferroviaires
- Compagnie du chemin de fer de Paris à Orléans (PO)
- Administration des chemins de fer de l'État
- CFD Réseau des Charentes et Deux-Sèvres